# Sentrum (Oslo)
Sentrum er den administrative betegnelse på et centralt område i Oslos centrum, som ikke indgår i de administrative bydele, Oslo ellers er opdelt i. Området er blevet noget  reduceret efter den sidste bydelsreform i 2004.
Den nuværende afgrænsning af Sentrum går fra havnebassinet ved Brynjulf Bulls plass (foran den tidligere Vestbanestasjonen), Dronning Mauds gate, Munkedamsveien, Cort Adelers gate, Ruseløkkveien, Løkkeveien, Arbins gate, Henrik Ibsens gate (tidligere Drammensveien), Parkveien, Wergelandsveien, Holbergs gate, Pilestredet, Grensen, Stortorget, Kirkeristen, Storgata, Brugata og Nylandsveien til Bjørvikautstikkeren.
Fra decentraliseringen af Oslo kommune den 1. juli 1988 og frem til den sidste bydelsreform i 2004 gik grænsen langs vandsiden fra klubhuset "Kongen" langs Frognerstranda, Munkedamsveien, Cort Adelers gate, Ruseløkkveien, Løkkeveien, Arbins gate, Drammensveien, Parkveien, Wergelandsveien, Holbergs gate, Pilestredet, St. Olavs gate, Ullevålsveien, Schandorffs gate, Kristparken, Bernt Ankers gate, Brugata, og Nylandsveien til Bjørvikutstikkeren. Sentrum inkluderer både før og nu  også det indre havnebassin.
Årsagen til, at Sentrum ikke blev organiseret som en bydel, var, at byrådet selv ønskede at  have ansvaret for arealdisponeringen. Indbyggerne i Sentrum (1237 i 1999) fik efter den første bydelsreform (med opdeling i 25 bydele) dækket sundheds- og socialområdet af  bydelene Bygdøy-Frogner (1988-2003) og Gamle Oslo (1988-2003), mens de efter bydelsreformen i 2004 (der indskrænkede antallet til 15 bydele) får dem dækket af bydelen St. Hanshaugen. Indbyggertallet den 1. januar 2009 var 905 og arealet 1,8 km2.

## Navneændring til Kristiania
I februar 2009 blev det meddelt, at der er politisk flertal i Oslo byråd for et forslag fra byrådsmedlem Kjell Veivåg (Venstre) om. at området formelt skal skifte navn til Kristiania. Dette navn blev brugt fra 1897 til 1924 ved siden af skrivemåden Christiania, som var byens navn fra 1624 (en kort periode i slutningen af 1800-tallet var det populært i Danmark og Norge at gå over til at skrive navne med K, hvor de før var blevet skrevet med Ch; der blev dog aldrig taget nogen formel beslutning om at kalde byen Kristiania, til forskel fra den kongelige beslutning om at indføre navnet Christiania i 1624). I 1925 skiftede byen navn til Oslo.